# 米林乌头
米林乌头（学名：Aconitum milinense）为毛茛科乌头属下的一个种。

## 扩展阅读
- 維基物種上的相關：米林乌头